# آدم مالك
آدم مالك (بالإندونيسية: Adam Malik Batubara) (1336 - 1404 هـ / 1917 - 1984 م) هو سياسي ودبلوماسي، من إندونيسيا.

## ترجمته
ولد في سومطرة، واشتغل بالصحافة وكان أحد مؤسسي وكالة الأنباء الإندونيسية سنة 1937 م. عين كسفير لبلاده لدى الاتحاد السوفيتي، وشغل مناصب أخرى وزارة التجارة، منصب الأمين العام للأمم المتحدة بين 1971 - 1972 م، وزير الخارجية من 1966 - 1977 م، ثم نائبا لرئيس الدولة من 1978 - 1983 م.

## روابط خارجية
- آدم مالك على موقع الموسوعة البريطانية (الإنجليزية)
- آدم مالك على موقع مونزينجر (الألمانية)